# Arboricornus
Arboricornus é um gênero de traça pertencente à família Arctiidae.